# Pedro Nel Ospina Santamaría
Pedro Nel Ospina Santamaría (Medellín, 7 de diciembre de 1959) es un economista, administrador de empresas, educador y administrador público colombiano]].
Ospina se ha desempeñado en varios cargos públicos en Colombia, siendo presidente de la Corporación Financiera Colombiana (Corficolombiana) de 2003 a 2007, Presidente del Banco Cafetero (Bancafé) de 1999 a 2003, Vicepresidente del Banco Santander de Colombia y director general de la Dirección de Impuestos y Aduanas Nacionales (Dian).
De 2012 a 2013, fue el primer presidente de Colpensiones, sistema pensional que sustituyó al Instituto de Seguros Sociales de Colombia (ISS), bajo la presidencia de Juan Manuel Santos, siendo responsable de la transición entre ambos sistemas pensionales colombianos. En el cargo, Ospina fue objeto de varias investigaciones por parte de la Procuraduría de Colombia.La Procuraduría General de la Nación absolvió al exgerente de Colpensiones, Pedro Nel Ospina, quien estaba siendo investigado por el incumplimiento de cerca de 500 fallos de tutelas sobre pensiones. La determinación del ministerio público se tomó al acoger la argumentación de la defensa del exfuncionario en el sentido de que la propia Corte Constitucional evidenció que el retraso en la atención de peticiones de pensiones y sentencias venía de mucho tiempo atrás.En criterio de la Procuraduría, ya que la Corte Constitucional asumió este caso y dio una serie de plazos a Colpensiones para resolver la crisis en el sistema, se evidenció que el retraso no se le podía endilgar exclusivamente al exgerente de la entidad. Al considerar entonces que Pedro Nel Ospina no incurrió en irregularidades, el ministerio público falló a su favor.
Además de sus actividades públicas, Ospina fue docente de la escuela de gobierno de la Universidad de los Andes, y consultor privado de temas económicos y empresariales. Es bisnieto del expresidente de Colombia Pedro Nel Ospina (de quien es homónimo), y tataranieto del expresidente Mariano Ospina.